# Римокатоличка црква Светог Рока у Новом Саду
Римокатоличка црква Светог Рока у Новом Саду, налази се у Футошкој улици број 7. Данашња црква саграђена је на месту раније цркве из 18. века, која је порушена је приликом трасирања Футошког пута.
Данашња црква је саграђена 1801. године, о чему сведочи и урезани натпис на фасади према улици. Оштећења која су настала приликом Буне 1849. године, санирана су према пројекту Теодора Шефта. 
Црква Светог Рока носи стилске одлике прелазног периода од барока ка класицизму. На прозорима на бочним зидовима налазе се два витража из 1905. године са фигурама Исуса Христа и Светог Јурија.